# Doge-1
Doge-1 ist ein angekündigter Mondsatellit des kanadischen Start-up-Unternehmens Geometric Energy Corporation (GEC). Der Satellit soll von dem Raumfahrtunternehmen SpaceX als Sekundärnutzlast zusammen einem Mondlander gestartet werden. Medienberichten zufolge soll Doge-1 im Mondorbit „Mondrauminformationen“ (lunar-spatial intelligence data) sammeln. Außerdem soll er auf einem Display Werbung und sonstige Botschaften anzeigen, die mit einer Auslegerkamera abfotografiert und zur Erde übermittelt werden.
Der Name des Satelliten bezieht sich auf das Doge-Meme und die Kryptowährung Dogecoin, die von dem SpaceX-Gründer und -CEO Elon Musk propagiert wird. Sowohl der Start des Satelliten durch SpaceX als auch die anzuzeigenden Botschaften werden nach Angaben der Beteiligten mit Dogecoin bezahlt.

## Missionsplanung und -vorbereitung
Der heutige GEC-Leiter Samuel Reid unterrichtete mehrere von Musks Kindern an dessen Ad-Astra-Privatschule in Kalifornien. 2018 nahm er Kontakt zu SpaceX wegen seines Satellitenprojekts auf. Im Mai 2021 kündigte Musk via Twitter den Start von Doge-1 an. Der Satellit sollte nach damaliger Planung im ersten Quartal 2022 ins All gebracht werden.
Als Satellitenbus wählte der Betreiber eine 12U-Cubesat-Plattform des britischen Herstellers Exobotics. Zur Erprobung der technischen Systeme und des Dogecoin-Bezahlverfahrens sollten Ende 2022 unter dem Missionsnamen Geometric-1 die drei Satelliten Genmat-1, Noclip-1 und Moxy-1 gestartet werden. Obwohl es keine Anzeichen dafür gibt, dass sie wie angekündigt mit dem SpaceX-Rideshare-Flug Transporter-6 in eine Erdumlaufbahn gebracht wurden, spricht die GEC von einem „erfolgreichen Start“.
Der Start von Doge-1 wurde mehrfach verschoben, zuletzt von Februar 2024 (mit der Mondlandemission IM-1) für unbestimmte Zeit, da der Satellit noch nicht fertiggestellt sei.